# Parpaner Rothorn
Parpaner Rothorn to szczyt w paśmie Plessur-Alpen, w Alpach Retyckich. Leży we wschodniej Szwajcarii, w kantonie Gryzonia. Szczyt ten jest częścią grzbietu w którym znajdują się też Alpiliorn, Aroser Rothorn, Erzhorn, Gamschtallihorn i Alpliseehorn oraz Pizza Naira. Najbliżej położone miejscowości to Alvaneu, Arosa i Vaz/Obervaz.